# Morelos (Coahuila)
Morelos è un comune del Messico, situato nello stato di Coahuila.